# Tram van Lissabon

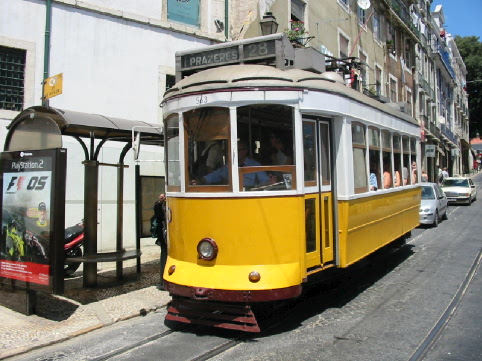
Tram in Lissabon

In Lissabon worden trams ingezet als openbaar vervoer. Ook worden er stadsrondritten mee verzorgd.

## Geschiedenis
Op 17 november 1873 werd de eerste paardentramlijn in Lissabon geopend. Op 14 augustus 1890 ging de eerste kabeltram rijden. Daarbij werd gekozen voor een spoorwijdte van 900 millimeter. Vier jaar later werd besloten om het normaalsporige paardentramnet om te bouwen naar deze uitzonderlijke spoorwijdte. Deze spoorwijdte komt bij trams behalve in Lissabon alleen maar voor in Linz.
Op 31 augustus 1901 werd de eerste elektrische tramlijn in gebruik genomen en een jaar later kon de laatste paardentramlijn al worden opgeheven. In 1913 verdween ook de laatste kabeltramweg.
Het elektrische tramnet bleef groeien tot aan de opening van de metro in 1959. Het netwerk telde toen 27 lijnen waarvan de lijnen 10/11, 25/26 en 29/30 ringlijnen waren met voor elke richting een apart lijnnummer. De lengte van het net was op het hoogtepunt 145 kilometer en er waren 419 motorwagens en 100 bijwagens. In de jaren daarna namen metro en bus de vervoersfunctie van de trams steeds meer over en grote delen van het tramnet werden opgedoekt. Zo waren er in 1988 nog 14 lijnen in bedrijf (Lijn 3, 10, 12, 15, 16, 17, 18, 19, 20, 24, 25/26, 27, 28 en 29/30), in 1991 waren het er nog tien, en in 1998 nog vijf. In 2018 is lijn 24E weer in gebruik genomen, waardoor het aantal lijnen op zes is gekomen. In grote delen van de stad zijn de verlaten tramsporen nog in het wegdek aanwezig. 
Het toeristische belang van de tram nam toe, waardoor sluiting van het gehele net niet meer aan de orde is. Daar komt bij dat de trams vaak door zulke smalle straten rijden, dat verbussing nauwelijks mogelijk is.

## De 21e eeuw

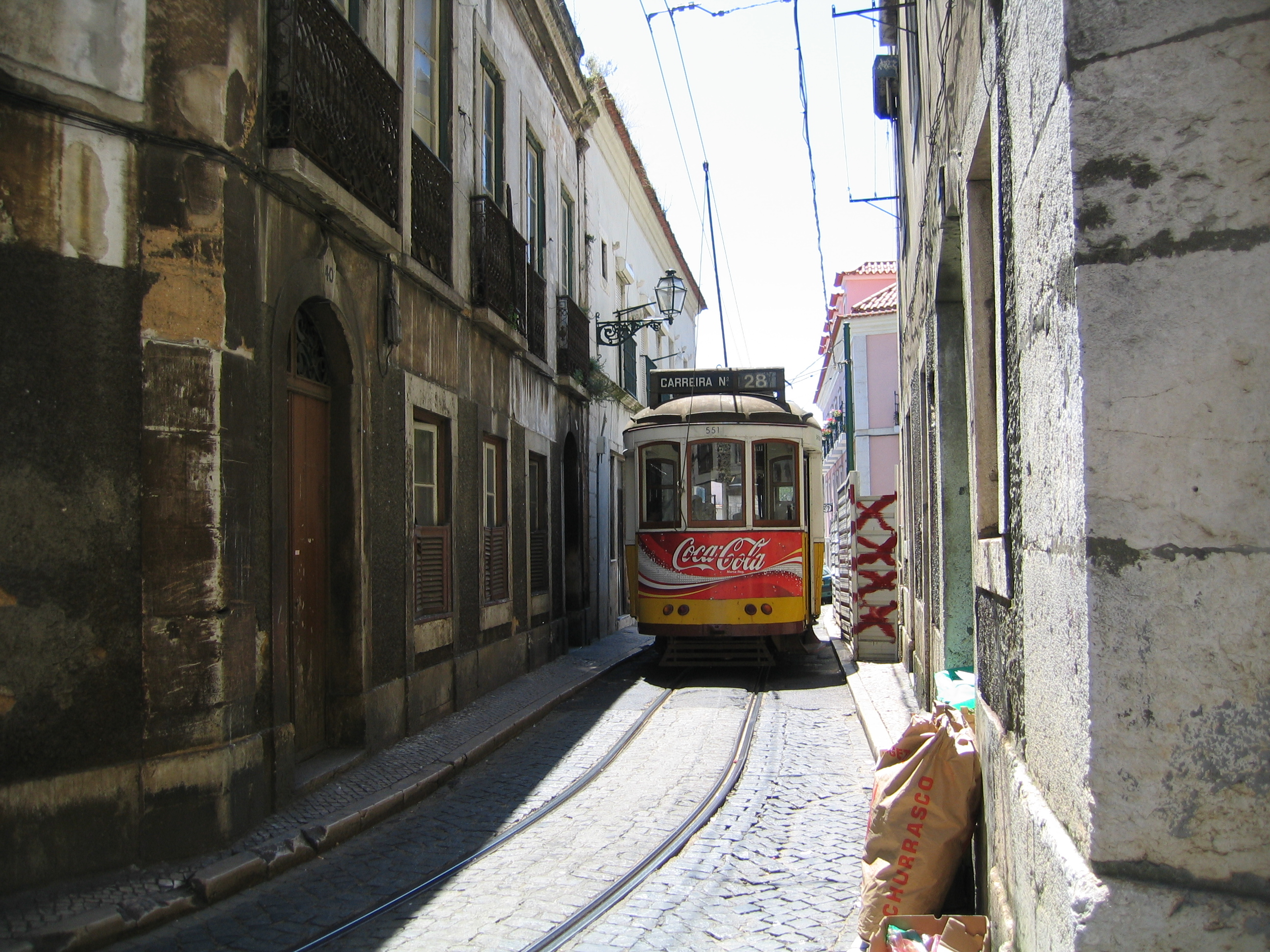
Lijn 28E in een van de smalle straatjes van Lissabon

Anno 2022 bestaat het tramnet nog maar uit zes lijnen. De 'heuvellijnen' met lijnnummers 12E, 18E, 24E, 25E en 28E worden bereden met klassieke tweeassige trams. Deze lijnen kennen steile hellingen (tot 14%) en krappe bogen. Bij toeristen is vooral lijn 28E populair en deze lijn is dan ook vaak overvol. De oude trams op deze lijn rijden door zeer smalle straatjes. Lijn 15E is daarentegen een 'vlakke' lijn langs de oever van de Taag. Deze tramlijn heeft een belangrijke vervoersfunctie voor de inwoners van Lissabon en wordt gereden met moderne lagevloertrams maar bij materieelgebrek verschijnt er ook weleens een oude tweeasser die in vervoerscapaciteit schril afsteekt bij de gelede trams.
Speciaal voor de toeristen rijden er nog rode en groene trams. Elk met een eigen route door de stad waarbij toeristen onder leiding van een gids worden rondgereden door de stad.
Het tramnet van Lissabon is 48 kilometer lang en de spoorwijdte meet slechts 900 mm, wat verder alleen bij de Tram van Linz gebruikelijk is. Op de bovenleiding staat een gelijkspanning van 600 volt. De trams en stadsbussen worden geëxploiteerd door Carris.

## Materieel

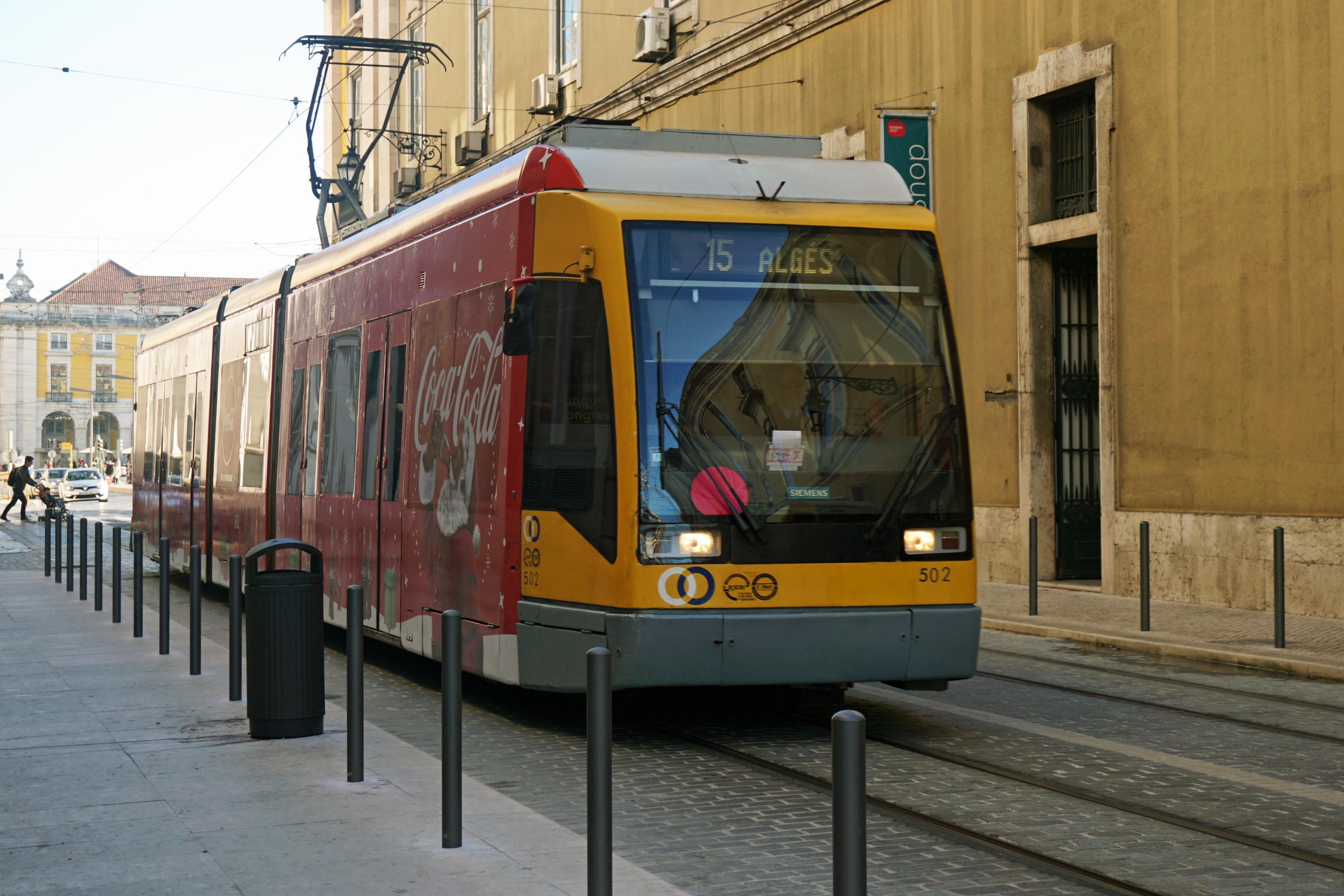
Lagevloertram op lijn 15

De tramdiensten worden uitgevoerd met eenrichtingsvoertuigen. Rond 1995 werden 45 oude vooroorlogse twee-assige trams grondig gerenoveerd waarbij deze nieuwe trucks en elektrische installaties kregen. Deze trams kwamen voornamelijk uit de serie 203-282, maar ook de 415, 483 en een zestal trams uit de serie 701-735 werden op deze wijze gerenoveerd. Deze wagens hebben de nieuwe wagennummers 541-585 gekregen. Deze 45 trams zijn voorzien van zowel een trolleystang als een pantograaf. Zes wagens zijn aangepast om te worden ingezet voor stadsrondritten met toeristen, in een rode kleur geschilderd en aan de buitenzijde voorzien van de nummers 5-9 en 11. Binnenin zijn de eigenlijke wagennummers 583, 585, 546, 584, 570 en 569 nog aanwezig. Als uiterste reserve en voor verhuur zijn er nog 10 oudere niet gerenoveerde twee-assige trams beschikbaar maar deze worden echter niet ingezet. Bij materieelgebrek verschijnt er dan een bus op lijn 25E (de minst steile lijn). De 10 oudere trams zijn tweerichtingsvoertuigen. Van dit type zijn er bovendien twee aangepast voor de toeristendienst en twee als kersttram voor ritten met kinderen in de kersttijd. De eerste trams voor rondritten met toeristen werden al in 1965 daarvoor ingericht. Deze twee trams worden nog slechts gebruikt om op het remiseterrein bezoekers van het trammuseum te vervoeren. Een oude vierasser (355) is in dezelfde rode kleur als de toeristentrams geschilderd en heeft als zodanig jarenlang met het wagennummer 10 op het Praça do Comércio gestaan als verkoop- en informatiekantoor voor de toeristentrams en sight-seeing bussen van Carris. Bij de keerlus Bélem staat een oude bijwagen als personeelsverblijf opgesteld.
In 1995 heeft Carris bij Siemens/CAF/Sorefame 10 dubbelgelede lagevloertrams gekocht. Deze kunnen uitsluitend worden gebruikt op de vlakke lijn 15 en hebben de wagennummers 501-510. Met de komst van deze trams verdwenen de oude vooroorlogse vierassige motorwagens. 
In 2023 en 2024 werden 15 CAF Urbos trams geleverd bestaande uit vijf segmenten en in totaal 28 meter lang met een capaciteit voor 220 passagiers. De trams (601-615) worden ingezet op lijn 15.
Tot het midden van de jaren negentig namen alle trams in Lissabon hun stroom af met een trolleystang. In 2015 gebeurt dat alleen nog op de lijnen 12E en 28E die door smalle straatjes gaan om te voorkomen dat mensen die zich op balkons van huizen bevinden door de stroomafnemer geraakt worden. De pantograaf wordt gebruikt op de overige drie lijnen. Voordeel van de pantograaf is dat er met hogere snelheden gereden kan worden.

## Lijnen
- 12E: Praça da Figueira – Praça da Figueira (ringlijn)
- 15E: Praça da Figueira – Algés-Jardim
- 18E: Cais do Sodré – Cemitério Ajuda
- 24E: Campolide – Praça Luis de Camões
- 25E: Campo de Ourique Prazeres – Rua da Alfândega
- 28E: Campo de Ourique Prazeres – Martim Moniz

De E achter het lijnnummer staat voor elétrico (elektrische tram) om verwarring met buslijnen van de Carris te voorkomen. Zo exploiteert Carris bijvoorbeeld ook een buslijn 28 die gedeeltelijk parallel rijdt met tramlijn 15E. Op de trams zelf staat echter het lijnnummer zonder deze "E".
Na 20.00 uur rijden de lijnen 12E, 18E, 24E en 25E niet. Op zaterdag en zondag rijdt lijn 25E niet. Lijn 18E rijdt op zaterdagochtend alleen het korte traject remise Santo Amaro-Ajuda in aansluiting op lijn 15E. Op zaterdagmiddag, zondag en de gehele maand augustus rijdt lijn 18E niet.
Er rijden maximaal 42 trams in de dienst, namelijk 2 op lijn 12E, 9 op lijn 15E, 5 op lijn 18E, 3 op lijn 24E, 8 op lijn 25E en 15 op lijn 
28E. Er is daarmee een reserve van 12 tweeassers en maar 1 gelede wagen zodat het regelmatig voorkomt dat een tweeasser op lijn 15E moet bijspringen.